# 한국광해광업공단 본사 빌딩
한국광해광업공단(영어: Korea Mine Rehabilitation and Mineral Resources Corporation)은 대한민국 강원특별자치도 원주시 일산동에 위치하고 있다.